# George Moran
George „Bugs” Moran, George Clarence Moran vel Adelard Cunin (ur. 21 sierpnia 1891 w Saint Paul, zm. 25 lutego 1957 w Leavenworth) – amerykański gangster, od 1927 roku przywódca North Side Gang (po śmierci jej dotychczasowego szefa Vincenta Drucci). Jeden z najważniejszych przeciwników Al Capone w wojnie o przywództwo w chicagowskim świecie przestępczym.
Urodził się w Saint Paul w stanie Minnesota w imigranckiej rodzinie irlandzko – polskiej. Dorastał w Chicago. Przyjaciel Diona O’Baniona, z którym współdziałał w latach obowiązującej w Stanach Zjednoczonych prohibicji. Brał udział w zamachu na Johnny’ego Torrio, a także w ostrzelaniu kwatery głównej Al Capone (wystrzelano wtedy ponad 1000 pocisków).

## Masakra w Dniu Świętego Walentego
Przypadkowo uniknął masakry w dniu świętego Walentego 14 lutego 1929 roku. Gang Capone zastawił wówczas pułapkę, prowokując zakup skradzionego alkoholu. Bugs wyznaczył miejsce, dokąd alkohol miał trafić – garaż przy 2122 North Clark Street. W środku czekali jego wspólnicy. Bugs razem z dwoma doradcami (Will Marks i Teddy Newbury) miał do nich dołączyć. Zbliżając się do garażu, zauważyli policjantów. Ukryli się i obserwowali przebieg wypadków sądząc, że mają do czynienia z akcją policji. Kiedy chwilę później z garażu dobiegły odgłosy broni palnej – zbiegli. Okazało się, że alkohol gangsterom Bugsa Morana oferował podstawiony gangster z Detroit, który był w rzeczywistości członkiem gangu Capone.

## Dalsza walka z gangiem Capone
Po zabójstwie wspólników Bugs Moran poprzysiągł zemstę. Zawarł sojusz z rodziną Aiello, której przywódca Joseph Aiello uchodził za głównego szefa mafii chicagowskiej. Współpraca zakończyła się wraz ze śmiercią Aiello w 1930, za którą stał Al Capone (po zamachu ze zwłok Josepha Aiello wydobyto 59 kul).

## Upadek
W latach trzydziestych zniesiono prohibicję, przez co pozycja Morana ulegała osłabieniu. Al Capone w 1931 roku został skazany na 11 lat pozbawienia wolności za oszustwa podatkowe. Wraz z końcem wojna castellammaryjskiej powstał w Stanach Zjednoczonych, przy udziale Meyera Lansky’ego i Lucky Luciano nowy rodzaj zorganizowanej przestępczości, tzw. syndykat (wieloetniczne gangi z dominacją Włochów i Żydów). W nowej strukturze Moran nie znalazł już miejsca.
W 1946 roku został aresztowany przez FBI za udział w napadzie na pracownika banku i rabunek 10 tys. dolarów. Otrzymał wyrok 10 lat więzienia. Zmarł na raka w więzieniu Leavenworth w 1957 roku.